# Dieudonné Datonou
Dieudonné Datonou (Dékanmè, 3 de março de 1962) é um escritor e prelado beninense da Igreja Católica pertencente ao serviço diplomático da Santa Sé.

## Biografia
Recebeu a ordenação presbiteral em 7 de dezembro de 1989 do arcebispo Christophe Adimou, sendo incardinado na Arquidiocese de Cotonou. Formou-se em direito civil e canônico pela Pontifícia Universidade Lateranense em 1995.
Tendo entrado no serviço diplomático da Santa Sé em 1 de julho de 1995, trabalhou nas nunciaturas apostólicas em Angola (1995–1998), Equador (1998–2001), Camarões (secretário, 2001–2004), Irã (2004–2006), Índia e Nepal (2006–2009) e El Salvador (2009–2014). Também trabalhou na Seção de Assuntos Gerais da Secretaria de Estado onde em 2021 se tornou coordenador das viagens papais. Ele foi responsável pela organização da viagem do Papa Francisco ao Iraque em março de 2021 e à Hungria e Eslováquia em setembro de 2021.
Ele é fluente, além do francês nativo, em italiano, inglês, alemão, espanhol e português.
Em 7 de outubro de 2021, foi nomeado pelo Papa Francisco como núncio apostólico no Burundi, recebendo a ordenação episcopal como arcebispo titular de Vico Equense em 20 de novembro seguinte, na Basílica de São Pedro, das mãos de Pietro Parolin, Cardeal Secretário de Estado, coadjuvado por Edgar Peña Parra, substituto da Secretaria de Estado da Santa Sé e por Protase Rugambwa, secretário da Congregação para a Evangelização dos Povos. É o primeiro natural do Benim a chegar ao posto de núncio apostólico.

## Obras
- Du concept de patrimoine commun de l’humanité aux droits de l’humanité. Étude historico-juridique du concept de patrimoine commun de l’humanité en droit international (em francês). Rome: Pontificia Università Lateranense. 1995. OCLC 948994871
- Lettre à deux chefs d'état africains: Pour une aube nouvelle (em francês). Cotonou: Ruisseaux d'Afrique. 2006. ISBN 978-99919-53-43-4
- Fleur de la terre, semence d'éternité: hommage à son éminence Bernardin Cardinal Gantin (em francês). Cotonou: Star Editions. 2007. ISBN 978-99919-62-49-8